# 浙江大学动物科学学院
浙江大学动物科学学院是浙江大学的一个学院，隶属于农业生命环境学部。下设动物科技系、动物医学系、特种经济动物科学系三个系，以及饲料科学研究所、动物预防医学研究所、奶业科学研究所、蚕蜂研究所、畜禽养殖与环境工程研究所、应用生物资源研究所六个研究所。现有在读本科生186名、硕士生299名、博士生165名、博士留学生7名。

## 重点学科
- 国家重点学科：特种经济动物饲养(含：蚕、蜂等)
- 国家重点（培育）学科，农业部和浙江省重点学科：动物营养与饲料
- 浙江省重点学科：预防兽医学、动物遗传育种与繁殖
- 教育部科技创新团队：“动物消化系统发育与功能研究”团队
- 浙江省重点科技创新团队：“饲料研发与安全”、“重大动物传染病防治”团队
- 3个一级学科：畜牧学、兽医学、水产学
- 博士后流动站：畜牧学、兽医学、生物学（与生命科学学院共建）
- 一级学科博士点：畜牧学（包括特种经济动物饲养、动物营养与饲料科学、动物遗传育种与繁殖3个二级学科）、兽医学
- 8个硕士点：特种经济动物饲养、动物营养与饲料科学、动物遗传育种与繁殖、预防兽医学、基础兽医学、临床兽医学、食品科学、水产养殖学
- 2个本科专业：动物科学（下设动物科学、蚕蜂科学、水产科学培养方向）、动物医学
- 国家特色专业：动物科学[1]

## 师资力量
现有教职工158人，其中1名院士，34名教授，44名副教授；教学科研人员全部具有博士学位。现有31名博士生导师，35名硕士生导师。1人入选国家“千人计划”，2人教育部“长江”特聘教授，2名求是特聘教授，2名国家级有突出贡献中青年专家，5名国家杰出基金获得者，1名浙江省教学名师，7名教育部跨（新）世纪人才，9人入选农业部行业科学家岗位。

## 科研
- 生物饲料安全与污染防控国家工程实验室
- 浙江大学动物分子营养学教育部重点实验室
- 农业部华东动物营养与饲料重点实验室
- 农业部动物病毒学重点实验室
- 浙江省饲料与动物营养重点实验室
- 浙江省动物预防医学重点实验室
- 浙江省饲料产业科技创新服务平台
- 杭州蜂业科技创新服务平台

现承担各类科研课题260多项，其中40项国家自然科学基金，3项转基因重大专项重点课题，863计划项目、973计划课题、国家科技支撑计划课题等计9项，67项省部级各类项目，9项国际科技合作项目，12项重大横向科研项目；2011年度科研经费5000余万元。2000年来获得国家、省部级科技成果奖励60项，其中两个项目获国家科技进步奖二等奖；发表1072篇SCI收录论文；出版83部专著、教材；获163项授权发明专利。